# Alberto D' Augero
Alberto D'Augero (Roma, Italia, 1850 - Villa Formosa, Formosa, Argentina, 1916) ocupó varias veces el cargo de Intendente de la Villa Formosa en 1895, 1909 y en 1910 - 1912

## Biografía
Romano, llegó en el año 1879, fue uno de los fundadores de la Sociedad Italiana, empleado de la oficina de inmigración, luego proveedor de la primera colonia italiana, contador de "La Teutonia", agente marítimo de la compañía "Domingo Barthe" y secretario municipal, dejó de existir en el año 1916.